# Ivoy-le-Pré
Ivoy-le-Pré település Franciaországban, Cher megyében. Lakosainak száma 775 fő (2022. január 1.). Ivoy-le-Pré Achères, La Chapelle-d’Angillon, La Chapelotte, Ennordres, Henrichemont, Jars, Méry-ès-Bois, Oizon és Villegenon községekkel határos.

## Népesség
A település népességének változása:
| Lakosok száma | 1042 | 933  | 807  | 854  | 840  | 811  | 803  | 790  | 786  | 775  |
|               | 1968 | 1982 | 1990 | 2006 | 2013 | 2015 | 2017 | 2019 | 2020 | 2022 |